# Lise Klaveness
Lise Klaveness (* 19. April 1981 in Meland) ist eine ehemalige norwegische Fußballspielerin und heutige Fußballfunktionärin. Von 2002 bis 2007 sowie erneut von 2009 bis 2011 spielte sie für die A-Nationalmannschaft. Im Jahr 2018 übernahm sie den Posten als Direktorin der Profifußballabteilung im norwegischen Fußballverband, im März 2022 erfolgte ihre Wahl zur Präsidentin des Verbands.

## Karriere

### Fußballspielerin
Klaveness begann als 12-Jährige Fußball zu spielen. Sie trainierte beim IL Kvernbit in der damaligen Gemeinde Meland. Im Alter von 16 Jahren wechselte sie im Jahr 1997 zum IL Sandviken und sie gab ihr Debüt für eine Jugendnationalmannschaft. Nachdem der IL Sandviken abgestiegen war, wechselte sie 2000 zunächst zu Arna-Bjørnar und nachdem Sandviken nicht erneut aufstieg, ging sie 2001 zu Athene Moss über. Im Jahr 2002 begann Klaveness für den Fußballverein Asker FK zu spielen, mit dem sie im Jahr 2005 den norwegischen Pokal gewann. In dieser Zeit gelang es ihr auch, einen Stammplatz in der Nationalmannschaft zu erhalten. Ihre Rückennummer war 20. Bei der WM 2003 schied ihr Team im Viertelfinale aus, bei der Europameisterschaft 2005 gewann es die Silbermedaille. Da ihr Verein Asker FK wegen finanzieller Probleme im Herbst 2005 absteigen musste, wechselte sie für die Saison 2006 zum schwedischen Verein Umeå IK, mit welchem sie 2006 und 2007 jeweils die Meisterschaft gewann. Zudem wurde sie auch dort Pokalsiegerin 2007 und Klaveness spielte beim UEFA Women’s Cup 2006/07 im Finale.
Nach der Fußball-WM 2007, bei der das norwegische Nationalteam den vierten Platz erreichte, erklärte ihr Trainer Bjarne Berntsen nach dem Rückflug noch am Flughafen, dass sie nicht mehr in der Mannschaft erwünscht sei. Im Jahr 2009 konnte sie in das Team zurückkehren, nachdem Eli Landsem neue Trainerin geworden war.
Auf Vereinsebene spielte sie nach einer erneuten Station bei Asker im Jahr 2008 ab 2009 für Stabæk Fotball. Mit diesem gewann sie sowohl die Meisterschaft 2010 als auch den Pokal im Jahr 2011. Gegen Ende ihrer aktiven Fußballkarriere begann sie, mehr Tore zu schießen und im Jahr 2010 wurde sie mit 21 Toren aus 22 Spielen Torschützenkönigin der Toppserien 2010. Im selben Jahr wurde sie zu Norwegens Spielerin des Jahres gewählt. Klaveness stand schließlich wegen einer Verletzung nicht im Kader der Norwegerinnen bei der Weltmeisterschaft 2011. Nach der Saison 2011 beendete sie ihre Karriere als Spielerin.
Die meiste Zeit ihrer Karriere spielte sie im offensiven Mittelfeld, vor allem aber im Nationalteam wurde sie auch im Sturm eingesetzt.

### Kommentatorin und Funktionärin
Neben ihrer Tätigkeit als Fußballspielerin studierte Klaveness Rechtswissenschaften, worin sie an der Universität Oslo einen Masterabschluss erlangte. Sie begann als Juristin in unterschiedlichen Positionen, arbeitete unter anderem als stellvertretende Richterin am Bezirksgericht Oslo, in einer Anwaltskanzlei und als Rechtsbeistand der Norges Bank. Im Alter von 22 Jahren hatte sie erstmals einen Einsatz als Kommentatorin. Im Fernsehen erschien sie zunächst bei TV 2, bevor sie 2012 beim norwegischen Rundfunk Norsk rikskringkasting (NRK) als Fußballkommentatorin anfing. Dort kommentierte sie unter anderem Spiele während der Herren-WM 2018. Im Juni 2018 wurde bekannt gegeben, dass sie den Posten als Leiterin der Abteilung für Profifußball im norwegischen Fußballverband (Norges Fotballforbund) von Nils Johan Semb übernehmen werde. Sie wurde dabei unter anderem für das Herren- und das Frauennationalteam der Norweger zuständig.
Am 6. März 2022 wurde Klaveness zur Präsidentin des norwegischen Fußballverbands gewählt. Sie wurde damit die erste Frau an der Spitze des 1902 gegründeten Verbands. Kurz nach ihrer Wahl zur Verbandspräsidentin hielt sie Ende März 2022 beim Fifa-Kongress in Doha eine Rede, in der sie die Fifa unter anderem für ihre Vergabe der Fußball-Weltmeisterschaft 2022 an Katar kritisierte. Die Rede erhielt international in den Medien Aufmerksamkeit. Von der norwegischen Organisation Fritt Ord erhielt sie für die Rede einen Fritt-Ord-Ehrenpreis. Klaveness spendete das Preisgeld von 100.000 Kronen (rund 10.000 Euro) Klaveness an eine Organisation, die sich für Asylsuchende einsetzt. Im Jahr 2022 wurde sie auch vom Gewerkschaftsdachverband Yrkesorganisasjonenes Sentralforbund (YS) mit dem Gleichstellungspreis ausgezeichnet. Von der norwegischen Zeitung Verdens Gang wurde sie für das Jahr 2022 zum „Namen des Jahres“ gewählt.
Im April 2023 kandidierte Klaveness für einen Sitz im UEFA-Exekutivkomitee. Sie scheiterte bei der Wahl mit nur 18 von 55 möglichen Stimmen. Im Mai 2023 wählten die Abgeordneten des Stortings, also des norwegischen Nationalparlaments, Klaveness zum „Årets Peer Gynt“ (deutsch Peer Gynt des Jahres). Der Ehrenpreis wird jährlich an Personen verliehen, die sich auf positive Weise für die Entwicklung der Gesellschaft hervortun und Norwegen im Ausland bekannt machen. Im April 2025 wurde sie Mitglied im UEFA-Exekutivkomitee.

## Privates
Gemeinsam mit ihrer Ehefrau Ingrid Camilla Fosse Sæthre, mit der sie gemeinsam im Verein Stabæk Fotball spielte, hat sie drei Söhne.

## Auszeichnungen
- 2022: Fritt-Ord-Ehrenpreis
- 2022: Gleichstellungspreis des Yrkesorganisasjonenes Sentralforbund
- 2023: Årets Peer Gynt